# 카우토강
카우토강(Río Cauto)은 쿠바에서 가장 긴 강이자 카리브 제도에서 가장 긴 강이다. 이 섬의 남동부에 위치하며, 쿠바의 두 개의 항해 가능한 강 중 하나이며, 다른 하나는 사과 라 그란데강이다.

## 개요
카우토강은 시에라 마에스트라에서 서쪽과 북서쪽으로 371 km (231 mi) 흐르며, 만사니요 북쪽의 카리브해로 유입된다. 그러나 항해 가능한 수로는 110 km (70 mi)만 제공한다. 여러 쿠바 학술 기관이 주도한 2013년 연구에서는 이 강이 '오염되지 않거나 보통 정도로 오염된 것으로 분류될 수 있다'고 결론 내렸다.
이 강은 산티아고데쿠바주, 올긴, 그란마주를 흐른다. 팔마소리아노, 카우토 크리스토 (쿠바), 리오 카우토 (쿠바)의 마을들이 강을 따라 위치한다. 쌀, 사탕수수, 담배, 소가 주요 농업 수혜자이다.

## 갤러리

카우토강
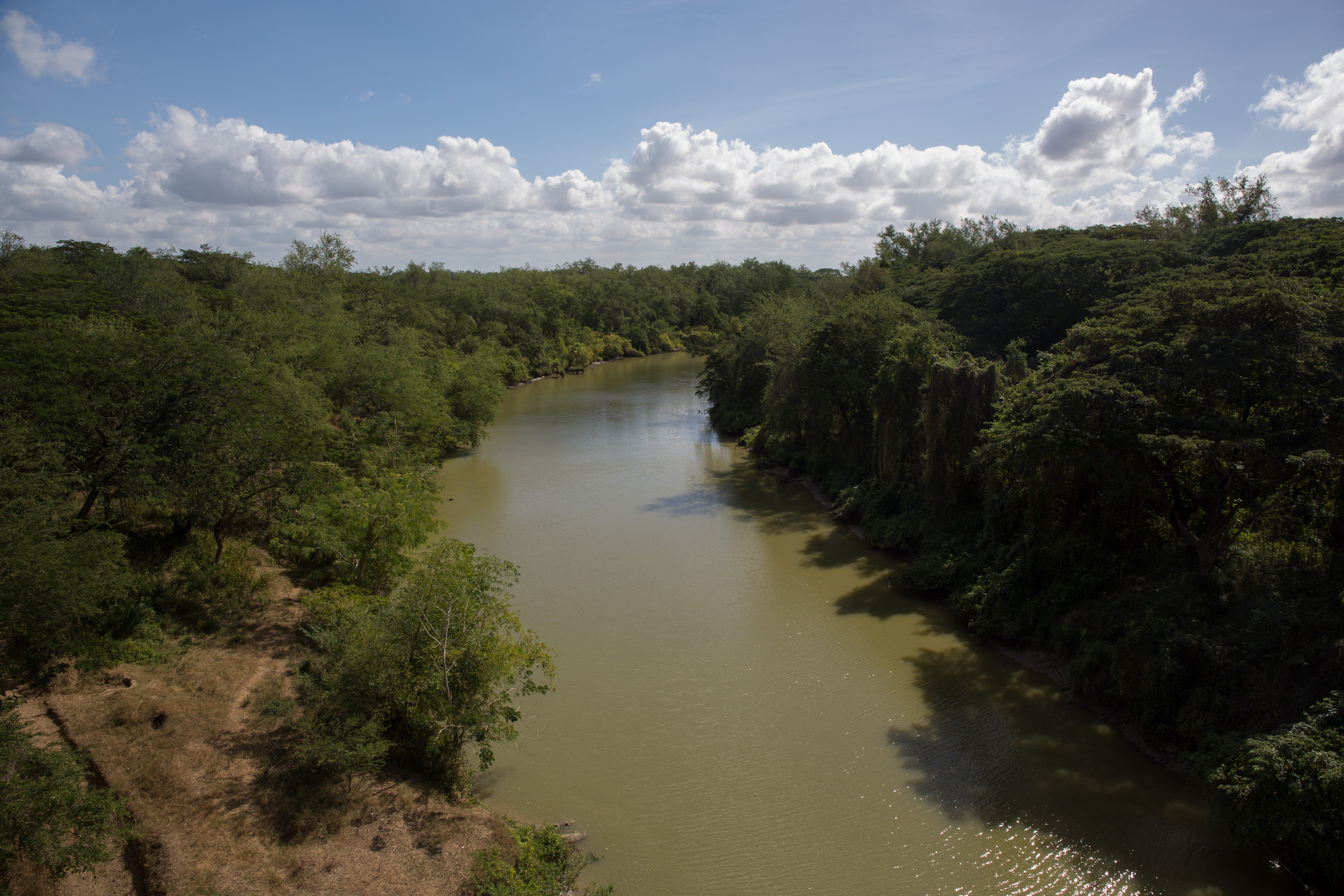
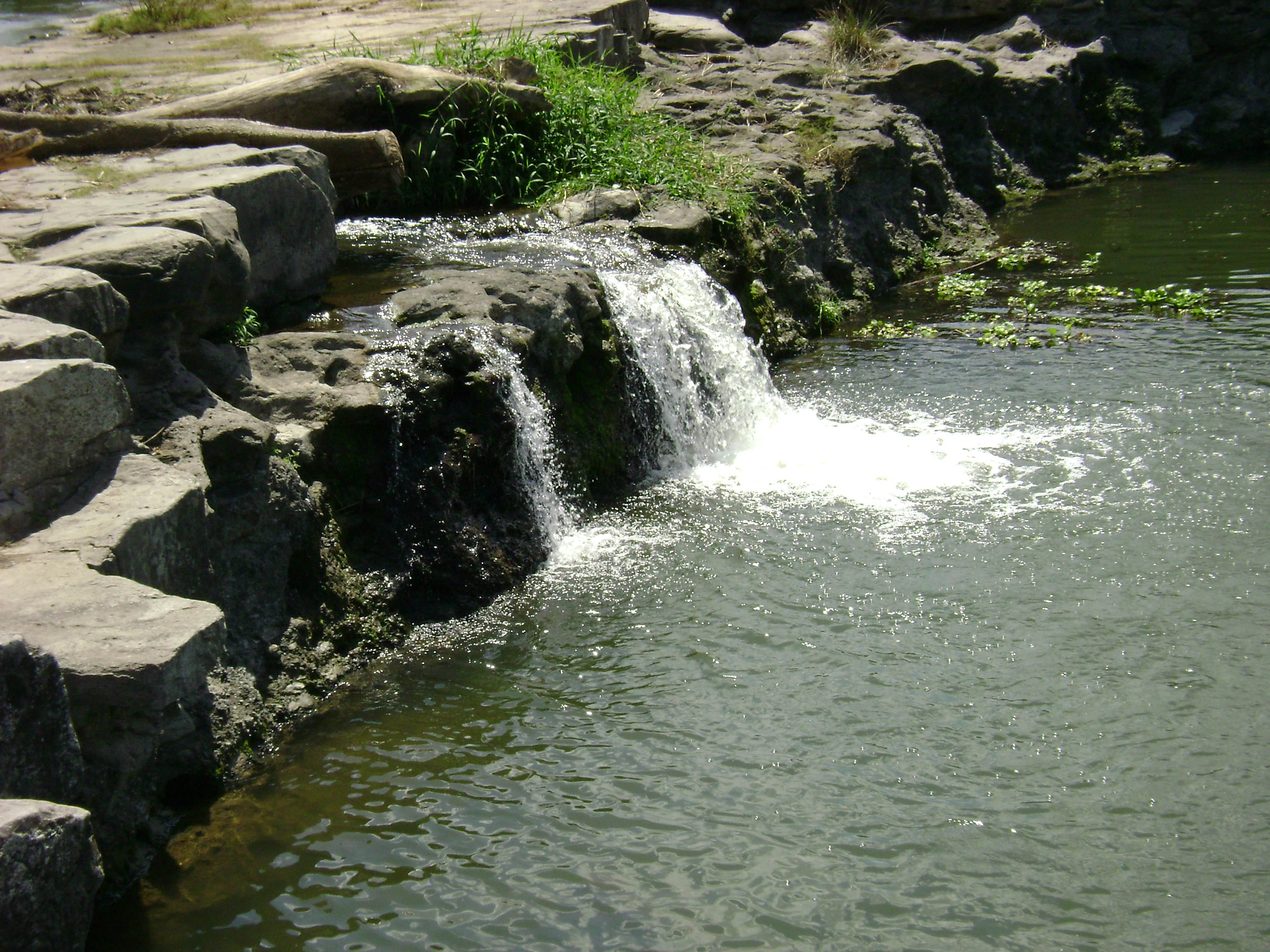
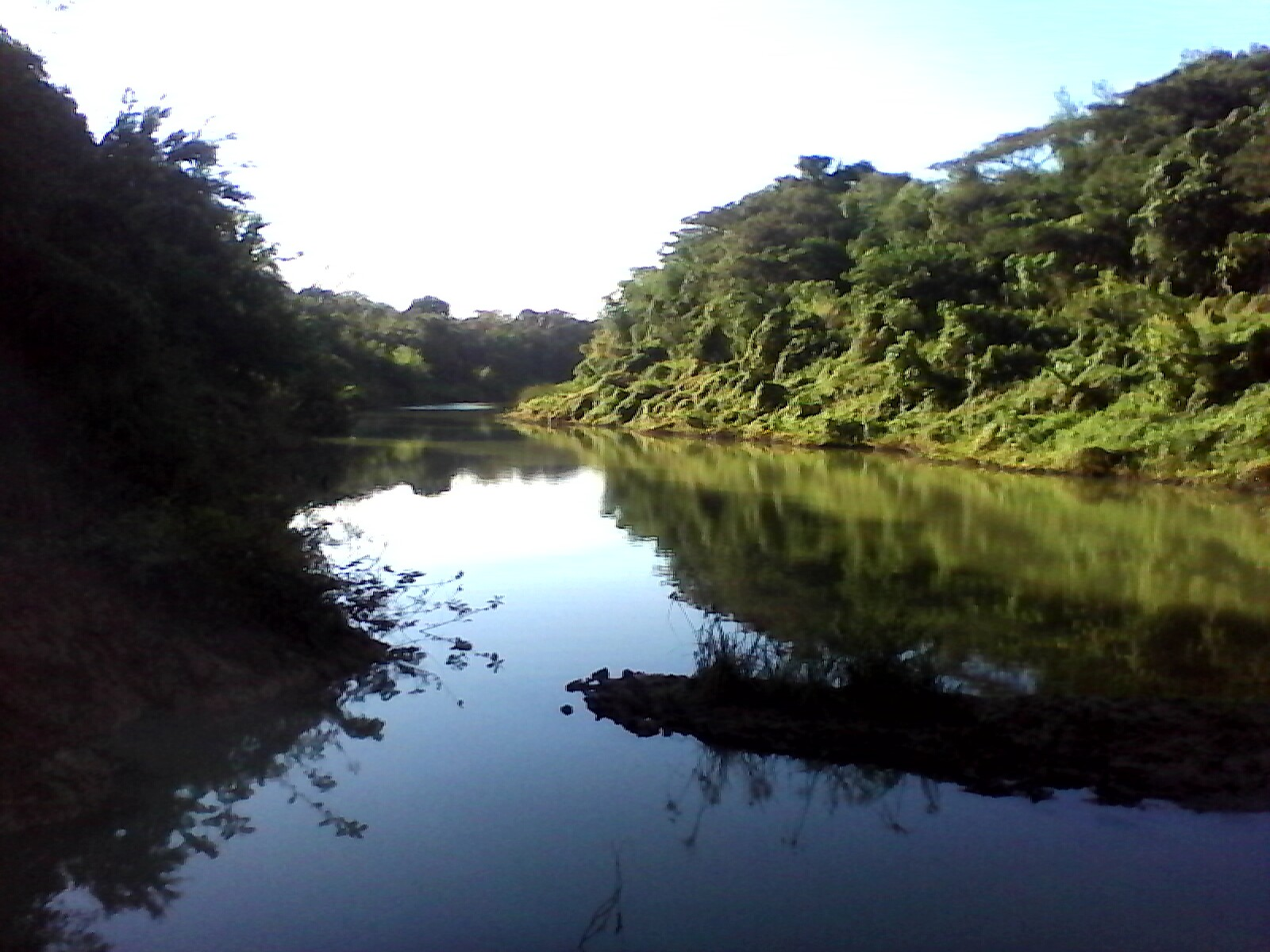
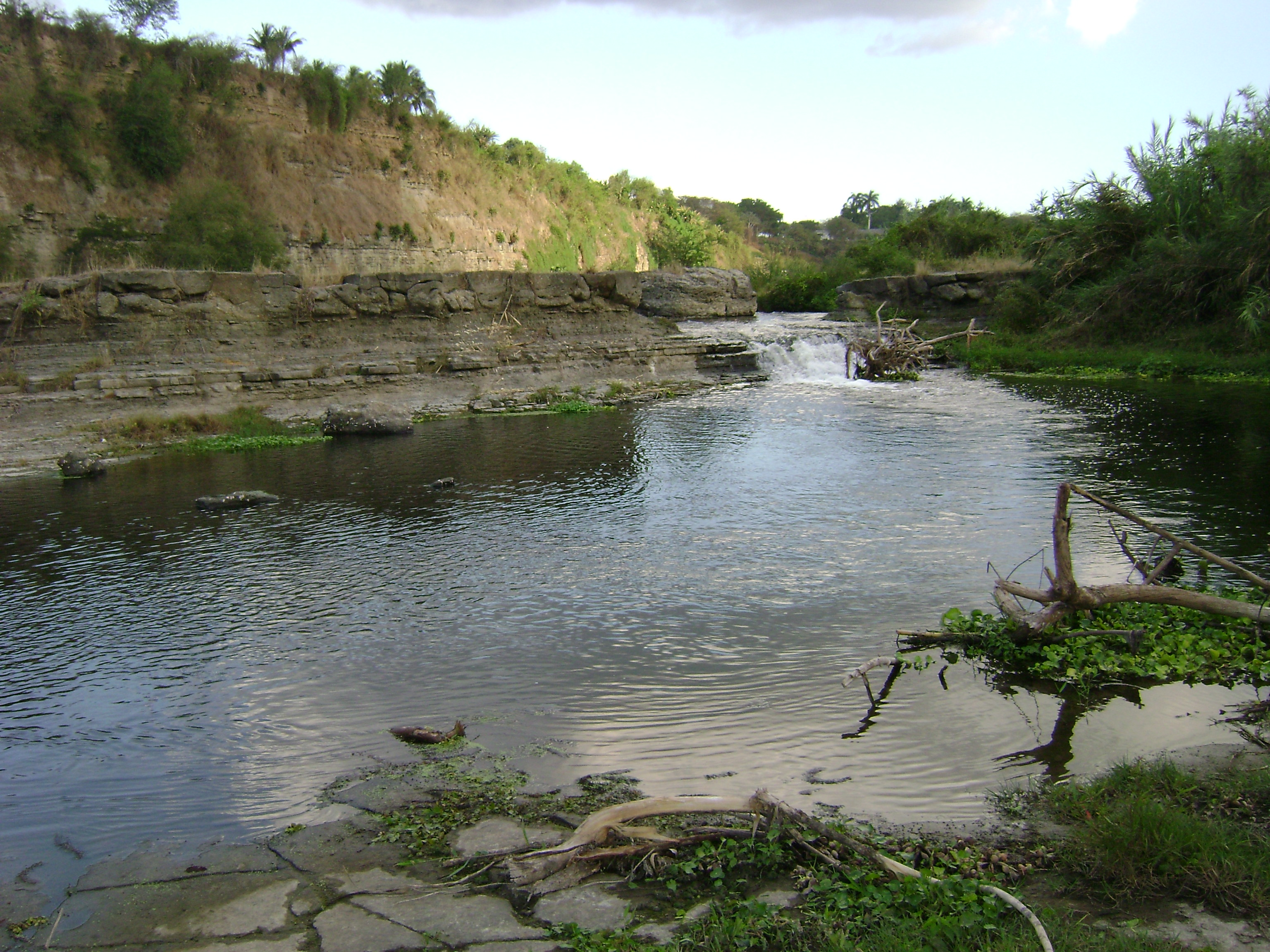